# Bodianus insularis
Bodianus insularis är en fiskart som beskrevs av Martin F. Gomon och Lubbock, 1980. Bodianus insularis ingår i släktet Bodianus och familjen läppfiskar. IUCN kategoriserar arten globalt som livskraftig. Inga underarter finns listade.